# スタン・アレン
スタン・アレン (Stan Allen)は、アメリカの建築家、建築理論家。造園研究家。プリンストン大学建築学部の学部長、SAA /スタン·アレンArchitectの建築家・プリンシパルを務める。バルセロナ研究所客員教授・アーキテクチャとBIArch諮問委員会メンバー。造園家としては、ランドスケープ・アーバニズムの理論構築に関与し、その実践として以前はジェームズ・コーナー率いるフィールドオペレーションのディレクターを務めていた。

## 経歴
ブラウン大学を卒業し、B.Arch。クーパー・ユニオン大学院を修了しでM.Arch。リチャード・マイヤー（ニューヨーク）とラファエル・モネオ（スペイン）とパートナーとして従事後、1989年からコロンビア大学大学院に赴任。1990年に事務所を設立。2002年まで、コロンビア大学大学院で教鞭を執り、GSAPP・AAD（上級建築設計）プログラム、建築、計画および保存学のアドバンスト·デザイン·プログラムのディレクターを務める。2002年にプリンストン大学に移籍。学部長として学校に赴任。1999年から2003年まで、ジェームズ·コーナー/フィールド·オペレーションと連携。 
これまでの彼の作品は、台湾の竹製のパヴィリオン「Taichung Infobox」、Sagaponacハウス、坡州ブックシティ、サリムパブリッシングとフィリピンにおけるCCVのチャペルなど、構築されたギャラリー、庭園、ワークスペース、および革新的な戸建住宅が多数ある。
SAA /スタン·アレンArchitectは最近、台中国際空港、CCVのチャペルとサリム·パブリッシングでAIAの賞、台北ヤンPingのウォーターフロントでアメリカ文学芸術アカデミー建築賞受賞。最近完成した台中インフォボックスは、AIA andP/賞の両方を受賞。こうしたデザイン賞受賞し、設計競技当選に加え、彼は芸術のためのニューヨーク財団、芸術のニューヨーク国務院、全米芸術基金からデザイン芸術グラント、グラハム財団助成で建築中のフェローシップを授与されている。
母校クーパー・ユニオンからは2009年の学長表彰とジョンHejduk賞。ニューオーリンズで開催された式典では、アメリカ建築家協会のフェローに選出。 
著書『市の図とプロジェクト』 （ニューヨーク：プリンストン建築出版、1999年、2004年に再発行）で、都市のプロジェクトが点と線で表され、創造的な方法で近代的な都市の複雑さに対応するため、アレンが都市デザインの実践を活性化させるモデルとして、特に場の理論、ランドスケープ·アーキテクチャーとエコロジーを見て、都市化の戦略の豊富なカタログを開発。
他に出版されているものでは実践で彼の理論的エッセイ『建築―技術と表現』（2000年に刊行。G+B芸術たちに批判的な声シリーズ。ラウトレッジによって2008年に発行）『地形ビル：アーキテクチャの新しい地形』は、（2011年、ラース·ミューラー出版）2009年に学校で開催された会議を出版したもの。

## 参考
- http://www.stanallenarchitect.com/